# Pabellón Deportivo Halkapınar

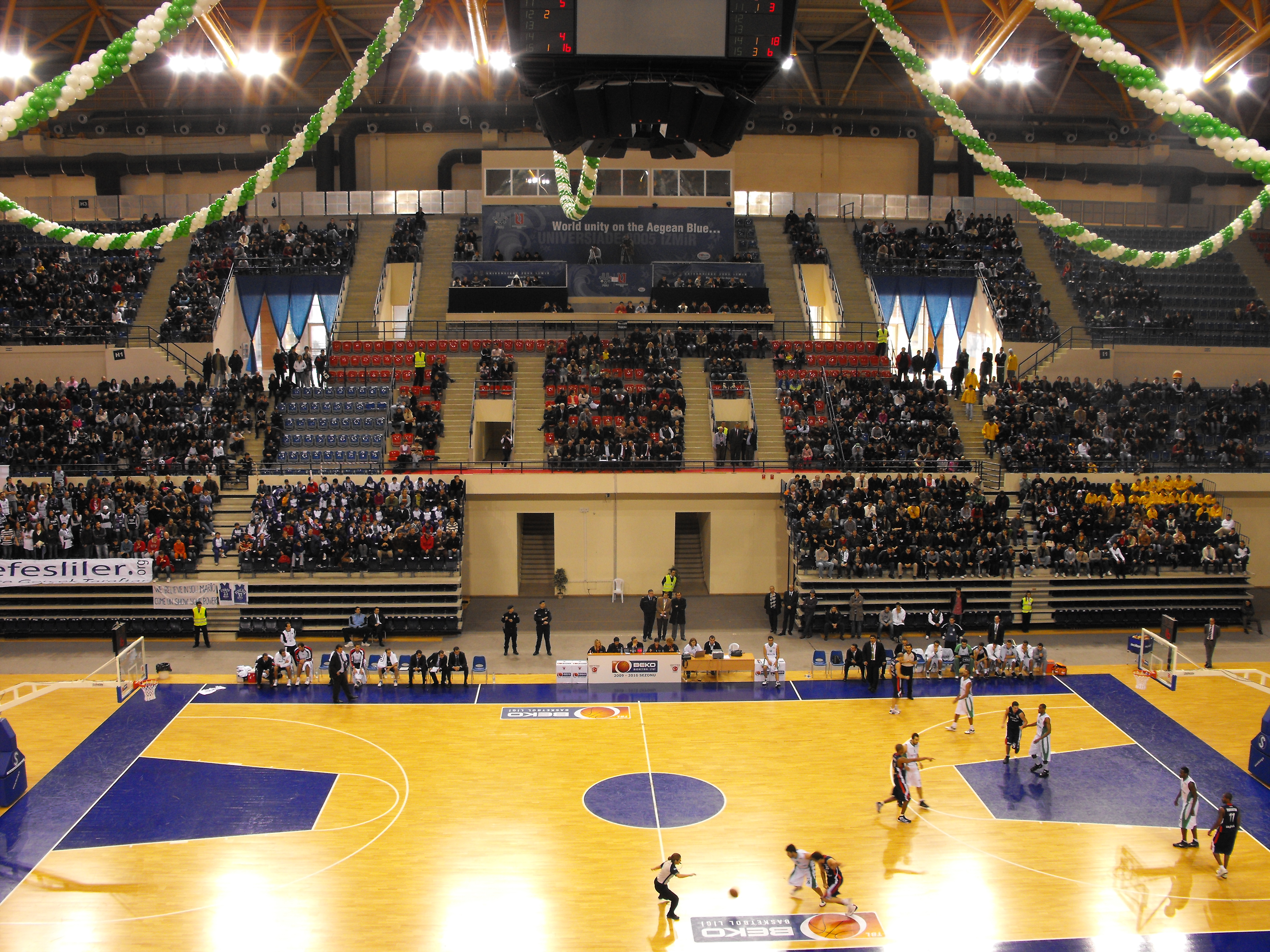
Interior del pabellón

El Pabellón Deportivo Halkapınar de Esmirna (en turco: İzmir Halkapınar Spor Salonu) es un pabellón multiusos situado en el barrio de Halkapınar de Esmirna, Turquía. Tiene una capacidad para 10 000 espectadores.
Su construcción comenzó en diciembre de 2004 y entró en funcionamiento en junio de 2005. En él se han celebrado competiciones de gimnasia, baloncesto, voleibol y esgrima. En 2006 acogió los Campeonatos de Europa de Esgrima.
Fue una de las sedes del Campeonato del Mundo de baloncesto de 2010 y del Campeonato Europeo de Voleibol Masculino de 2009